# کاناتا ایری
کاناتا ایری (انگلیسی: Kanata Irei؛ زادهٔ ۳ فوریهٔ ۱۹۸۲) خواننده، و بازیگر اهل شیلی است.